# Brendan Pedder
Brendan Pedder es un actor de cine estadounidense, es conocido como la versión joven de Apocalipsis en la escena poscréditos de la película X-Men: días del futuro pasado.

## Fama enX-Men
Apareció en una escena poscréditos de X-Men: días del futuro pasado como un joven construyendo las pirámides y alabado por los egipcios como En Sabah Nur y al frente venían sus 4 Jinetes.
A principios de año se confirmó que volvería a interpretarlo en la película X-Men: Apocalipsis, aunque a mediados del año 2015 el joven actor confirmó que solamente lo interpretaría durante sus años de juventud para la futura película, ya que el actor guatemalteco Oscar Isaac (Star Wars: Episodio VII - El despertar de la Fuerza) interpreta a Apocalipsis en su versión madura.

## Filmografía
| Año  | Película                      | Papel                      | Notas |
| ---- | ----------------------------- | -------------------------- | ----- |
| 2016 | X-Men: Apocalipsis            | En Sabah Nur / Apocalipsis | Joven |
| 2014 | X-Men: días del futuro pasado | En Sabah Nur / Apocalipsis | Cameo |